# Kazair West
Kazair West (mã ICAO = KAW) là hãng hàng không tư nhân ở Kazakhstan, trụ sở ở Atyrau. Hãng có căn cứ ở Sân bay Atyrau. Hiện nay hãng có các chuyến bay chở khách thuê bao tới các thành phố nội địa.

## Lịch sử
Kazair West được thành lập và bắt đầu hoạt động từ năm 1996 như một công ty cổ phần, có sự tham gia của các nhà đầu tư nước ngoài do công ty Cliftondale Aviation của Hoa Kỳ đại diện.

## Đội máy bay
(Tháng 3/2007):
- 2 L-410 UVP
- 1 Tupolev Tu-134B
- 1 Yakovlev Yak-40
- 1 Yakovlev Yak-40K